# Stop Killing Games
Stop Killing Games (с англ. — «прекратите уничтожать игры») — гражданская инициатива, созданная Россом Скоттом в 2024 году с целью сохранения компьютерных игр после окончания их прямой поддержки от издателей. Поводом к созданию инициативы стало отключение серверов The Crew, которая требовала соединения с интернетом даже для одиночной игры. Инициатива быстро набрала популярность, её осветили крупные ютуберы и новостные агентства. В рамках движения создан ряд государственных петиций, крупнейшая из которых охватывает весь Европейский союз.

## Предпосылки
The Crew — гоночная игра, выпущенная Ubisoft в 2014 году. Игра требовала постоянное подключение к интернету, даже в одиночном режиме; отсутствие интернета приводило к ошибке. 15 декабря 2023 года Ubisoft убрала The Crew из цифровых магазинов и предупредила владельцев игры о том, что сервера игры отключат 1 апреля 2024 года, из-за чего в игру больше не получится зайти.

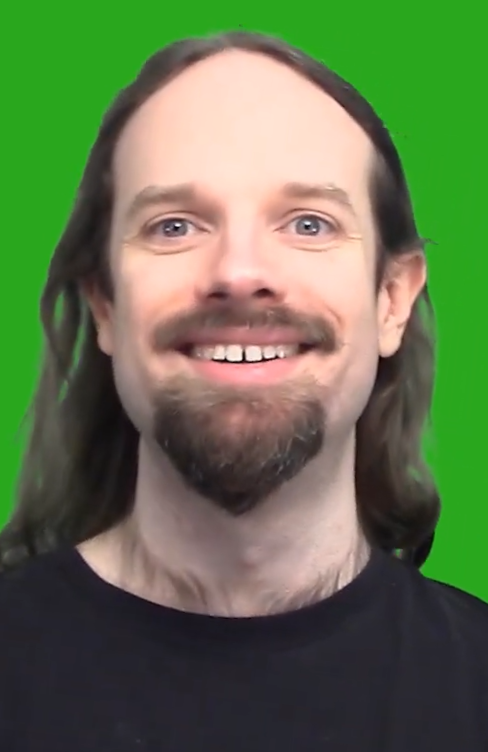
Скотт в 2021 году

Росс Скотт — ютубер, который получил известность благодаря интернет-машиниме Freeman’s Mind. Он критически относится к закрытию онлайн-игр, описывая эту практику как «посягательство как на права потребителей, так и на сохранность медиа», и сравнивая её с тем, как киностудии в эпоху немого кино «сжигали свои собственные фильмы после окончания показа, чтобы восстановить содержание серебра», отмечая, что «большинство фильмов той эпохи были потеряны навсегда». В 2019 году Скотт раскритиковал игры-сервисы, назвав их «мошенничеством».

## Инициатива
В апреле 2024 года, после закрытия серверов The Crew, Скотт выпустил видео на своём YouTube-канале, в котором представил инициативу Stop Killing Games, и открыл для неё сайт. Инициатива призывает пользователей голосовать за петиции, чтобы заставить разработчиков предоставить способы играть в игры после окончания поддержки, например, через добавление автономного режима или возможности хостинга частных серверов. Скотт также инициировал множество петиций, в частности, обращение в Генеральный директорат по вопросам конкуренции, защиты прав потребителей и мошенничества во Франции, петицию в парламент Великобритании и Европейскую гражданскую инициативу в Европейском союзе; последняя собрала более 350 000 подписей за первые два месяца.
Правительство Великобритании ответило на петицию в парламент, заявив, что «в законодательстве Великобритании нет требований, обязывающих компании и поставщиков программного обеспечения поддерживать более старые версии своих операционных систем, программного обеспечения или подобных продуктов». В 2025 году подача петиции была приостановлена из-за всеобщих выборов. Была запущена новая петиция, которая быстро набрала более 10 000 подписей, что было достаточным количеством для гарантированного ответа правительства. В феврале 2025 года правительство Великобритании ответило на новую петицию, заявив, что у него «не было планов вносить поправки в закон о защите прав потребителей в связи с устареванием цифровых технологий», но указав, что «если потребителей убедили в том, что игра будет доступна для определенных систем бессрочно, несмотря на прекращение физической поддержки, то CPR может потребовать, чтобы игра оставалась технически доступной».
Несмотря на то, что Европейская гражданская инициатива набрала много подписей на старте, она быстро потеряла темп, остановившись на отметке около 500 000 подписей, что составило 50 % от количества, необходимого представителям Комиссии для принятия мер. В июне 2025 года Скотт выложил видео, напомнив людям о петиции и подчеркнув, что проблема с недостаточным количеством подписей «не в том, чтобы заставить геймеров заботиться об играх; она в том, чтобы заставить людей заботиться о чем угодно».
3 июля 2025 года Европейская гражданская инициатива собрала 1 миллион подписей и будет рассмотрена Европейской комиссией.

## Реакции
Видео Скотта о создании Stop Killing Games быстро набрало просмотры, инициативу покрывали различные игровые новостные агентства и крупные ютуберы.
Джейсон Тор Холл, создатель игры Heartbound, выложил на своём YouTube-канале Pirate Software видео с критикой инициативы. По его мнению, инициатива сформирована популистким языком и не предлагает конкретных решений, а её принятие приведёт к дополнительной юридической и технической нагрузке на разработчиков, неподъёмной для большинства инди-студий; кроме того, она может вызвать нереалистичные ожидания у игроков в онлайн-игры. В ответ Скотт сказал, что Холл «не понял суть инициативы» и что в его видео присутствовала недостоверная информация.
В июле 2025 года Video Games Europe, торговая ассоциация, представляющая разработчиков и издателей игр в Европейском союзе, отреагировала на инициативу, заявив, что для разработчиков и издателей будет «слишком дорого предоставлять частные сервера или однопользовательские режимы в играх, поддержка многопользовательского режима в которых прекращена», и что игры и сервера, поддерживаемые фанатами, «могут вызывать юридические проблемы для компаний».

### Ubisoft
Изначально Ubisoft отказывалась комментировать ситуацию с The Crew. После серьёзной реакции игроков, которая, по мнению PC Gamer, была в частности вызвана инициативой, Ubisoft пообещала добавить автономный режим в The Crew 2 и The Crew Motorfest, хотя о подобном режиме для The Crew не упоминалось. В апреле 2025 года Ubisoft выпустила обновлённое видео о предстоящем автономном режиме для The Crew 2, в котором говорится, что не все функции будут доступны в автономном режиме и что его тестирование начнётся 30 апреля. Автономный режим для Motorfest всё ещё находится в разработке.

### Закон
В сентябре 2024 года в Калифорнии был подписан новый закон AB 2426, обязывающий цифровые магазины раскрывать информацию о том, что именно пользователь получает после совершения транзакции для доступа к цифровым товарам, что делает незаконным использование таких терминов, как «покупка», если предоставляется только лицензия, которая может быть отозвана в любое время, как это часто работает в цифровых магазинах. Данный закон не распостраняется на игры, которые работают после окончания поддержки. Закон вступил в силу 1 января 2025 года. В октябре 2024 года Steam добавил дисклеймер, осведомляющий пользователя, что при покупке игры тот получает исключительно лицензию на её использование. GOG.com в ответ выложил концепт баннера, который подчёркивает, что их установщики игр «не могут быть отняты» у пользователей.